# Antapistis albocostata
Antapistis albocostata är en fjärilsart som beskrevs av Butler 1879. Antapistis albocostata ingår i släktet Antapistis och familjen nattflyn. Inga underarter finns listade i Catalogue of Life.